# Křekov
Křekov (en allemand : Krekow, précédemment : Krzekow) est une commune du district et de la région de Zlín, en République tchèque. Sa population s'élevait à 184 habitants en 2020.

## Géographie
Křekov se trouve à 4 km à l'ouest-sud-ouest de Valašské Klobouky, à 25 km au sud-est de Zlín, à 100 km à l'est-sud-est de Brno et à 276 km au sud-est de Prague.
La commune est limitée par Vlachova Lhota au nord, par Valašské Klobouky à l'est, par Brumov-Bylnice au sud et par Vlachovice à l'ouest.

## Histoire
La première mention écrite du village date de 1370.

## Transports
Par la route, Křekov se trouve à 6 km de Valašské Klobouky, à 33 km de Zlín, à 121 km de Brno et à 334 km de Prague.